# Park Narodowy Chorgo-Terchijn Cagaan nuur
Chorgo-Terchijn Cagaan nuur (mong. Хорго-Тэрхийн Цагаан нуур) – park narodowy w środkowej Mongolii, w ajmaku północnochangajskim, znajdujący się ok. 250 kilometrów na zachód od Ułan Bator.
Leży na terenie Gór Changajskich. Obejmuje powierzchnię 851,49 km², m.in. cały obszar słodkowodnego jeziora Terchijn Cagaan nuur z wybrzeżem i terenami wokół akwenu, leżące na zachód od tego zbiornika mniejsze jezioro Chödöö nuur, a także wulkan Chorgo i źródłowy oraz górny odcinek rzeki Suman gol wraz z kanionem tej rzeki wciętym w płaskowyż wulkaniczny. Obszar chroniony od roku 1965. Początkowo chroniony był tylko rejon wulkanu Chorgo, miał on status rezerwatu przyrody i na przełomie lat 70./80. XX w. obejmował ok. 60 km².
Omawiany park narodowy został w roku 1997 wpisany na listę konwencji ramsarskiej. Jest jednym z najliczniej odwiedzanych obiektów turystycznych w Mongolii, w roku 2018 było tu 48 tys. gości, z tego 89% stanowili obywatele mongolscy. Na obszarze parku znajduje się 8 baz turystycznych.